# 1584 Fuji
Az 1584 Fuji (ideiglenes jelöléssel 1927 CR) a Naprendszer kisbolygóövében található aszteroida. Oikava Okuró fedezte fel 1927. február 7-én, Tokióban.